# 扇谷正造
扇谷 正造（おうぎや しょうぞう、1913年3月28日 - 1992年4月10日）は日本の文筆家、編集者、ジャーナリスト。
"週刊誌の鬼"の綽名で知られた。

## 来歴
宮城県遠田郡涌谷町出身。旧制石巻中学、旧制二高を経て、1935年に東京帝国大学文学部国史学科を卒業し、朝日新聞社に入社。青森支局、仙台支局を経て、1937年に社会部記者、1938年に従軍記者として第101師団に配属され、武漢作戦に参加。1941年12月、再度従軍記者となり、フィリピンのリンガエン湾に上陸。
1944年（昭和19年）3月に補充兵として召集され、歩兵第4連隊に入営。朝鮮の羅南で三カ月の訓練を受け、通信兵となる。湘桂作戦（ト号作戦）に参加。1945年（昭和20年）8月20日ごろ、漢口付近にて終戦を知る。最終階級は一等兵。従軍記者であった頃は周囲が下士官や将校ばかりであったため兵隊を凛々しい、勇ましい存在と思っていたが、いざ自身が一兵卒となってみると、古兵からのリンチ、戦友の死などみじめな状況を目の当たりにし、軍隊に対する価値観が変わったという。
1946年春、復員。1947年『週刊朝日』副編集長に就任。1948年6月、太宰治の心中に際して入社2年目の若手記者永井萠二を指揮して愛人山崎富栄の遺書を入手し太宰特集号を発行、この号はたちまち完売。1951年5月から1958年9月まで7年4カ月にわたり『週刊朝日』第13代編集長を務めた。編集長在任期間は戦後最長。戦後まもなく同誌は10万部程度だったが、1954年秋に100万部を突破、その後さらに150万部超に伸ばした。1957年12月末に発売した1958年新年号は153万9500部の最高発行部数を記録した。これは日本の総合週刊誌史上の最高記録である。1953年、菊池寛賞受賞。
のちに朝日新聞社学芸部長や論説委員を歴任して1968年退社。大宅壮一から「文春の池島、暮しの手帖の花森と並ぶ戦後マスコミの三羽烏」と讃えられた。朝日新聞社退社後は文筆家として活躍。多数の随筆、自己啓発本を書き、多くの対談を行った。
1970年代には、政治家を招いての座談テレビ番組『春夏秋冬』（日本テレビ放送網）の司会を担当したこともある。
1972年、中央教育審議会の委員に就任。
1975年4月に行われた東京都知事選挙では自民党推薦の石原慎太郎を応援した。

## 著書
- 『立上る比島』新紀元社, 1943.10
- 『私たちの新聞』国民図書刊行会, 1949
- 『鉛筆ぐらし』暮しの手帖社, 1951
- 『えんぴつ軍記』鱒書房 1952
- 『人生カバン 随筆』正続 鱒書房 1955-56 のち春陽文庫
- 『現代のマスコミ 週刊朝日編集長の覚書』春陽堂書店, 1957
- 『私の大学 次代にささげる』春陽堂書店 1958
- 『欧米岡目八目』角川書店, 1959
- 『あまカラ道中記』角川書店, 1961
- 『マスコミ交遊録』文藝春秋新社 1963
- 『サラリーマンのド根性』グラフ社 1964
- 『現代文の書き方 12の心得』講談社現代新書 1965
- 『体験的サラリーマン論』ダイヤモンド社, 1965
- 『若者よ!朝のこない夜はない』青春出版社, 1966
- 『父から娘へ 愛される知恵』青春出版社・新書 1966
- 『新聞の上手な読み方』秋田書店(サンデー新書) 1966
- 『ジャーナリスト入門』実業之日本社(実日新書) 1966
- 『わが青春の日々』旺文社新書 1967
- 『人を動かすスピーチ 魅力ある話し手になるには』文藝春秋 1969
- 『カイコだけが絹を吐く』雷鳥社, 1970
- 『人間こそ宝庫』産業能率短期大学出版部, 1970
- 『すぐやる課太平記』産業能率短期大学出版部, 1971
- 『経験こそわが師』産業能率短期大学出版部, 1971
- 『結婚スピーチ傑作集 愛と感動の花束を…』ベストセラーズ 1971
- 『この後に続く者へ』産業能率短期大学出版部, 1972
- 『表の風に吹かれろ 対談集』産業能率短期大学出版部, 1972
- 『現代ジャーナリズム入門』角川文庫 1972
- 『自分の顔に責任をもて』産業能率短期大学出版部, 1973
- 『あしたはあしたの風が吹く 対話集』産業能率短期大学出版部, 1973
- 『現代史の小銭』産業能率短期大学出版部 1973
- 『太陽の出る前に朝を知れ 対談集』産業能率短期大学出版部 1974
- 『人生学ぶこと多し 対談集』産業能率短期大学出版部, 1974
- 『花・街・人 第2現代史の小銭』産業能率短期大学出版部, 1974
- 『紅梅はシンまで赤い 対談集』産業能率短期大学出版部, 1974
- 『諸君!名刺で仕事をするな』PHP研究所, 1975  のち文庫
- 『桃太郎の教訓 減速経済時代を生き抜く』PHP研究所, 1976 のち文庫
- 『みみずく通信』PHP研究所, 1977.3
- 『現代マスコミ入門』実業之日本社(実日新書)　1977
- 『生き甲斐とは何か 対談集』青葉出版 1978.6
- 『新・ビジネス金言集』青葉出版, 1979.1 のちPHP文庫
- 『現代ビジネス金言集』PHP研究所, 1979.1  のちPHP文庫
- 『聞き上手・話し上手 市民のための講座』講談社現代新書 1979
- 『こまった時の挨拶300例 恥をかかない口のきき方、手紙の書き方』講談社(オレンジバックス) 1979
- 『80年代を生き抜く三つの方策』PHP研究所, 1980.1
- 『ビジネス文章論 続現代文の書き方』講談社現代新書 1980
- 『四十にしてマドモアゼル マダム金言集』講談社, 1981.2
- 『劣等感をバネにして 続・ビジネス金言集』PHP研究所, 1981.2
- 『我以外皆我師 対談集』青葉出版, 1981.10
- 『夜郎自大 現代新聞批判』ティビーエス・ブリタニカ, 1982.7 のち角川文庫
- 『ビジネスマン危機突破のキメ手』講談社, 1982.3
- 『若きサムライたちに捧ぐ12章』青春出版社・新書 1983.4
- 『財産としての365の話 頑張れ、友よ! 一生使っても減らない本』ベストセラーズ(ワニの本)　1983
- 『トップの条件 「恕」1字で万事』PHP研究所, 1983.7
- 『名サラリーマンの条件 対談集』PHP研究所, 1983.10
- 『新感字時代』三月書房, 1985.4
- 『念ずれば花ひらく 女流12人の語る成功の条件』角川書店, 1985.10
- 『ことばづかいのマナー』千曲秀版社 (チクマ文庫)　1986
- 『問題意識とは何か 街に学ぶ』グラフ社 1987.1
- 『航跡のある男 これからの管理職』PHP研究所, 1987.1
- 『今、なぜ、政宗か あすの男性像をさぐる』社会保険出版社, 1987.9
- 『顔で笑って心で泣いて』グラフ社, 1989.5
- 『夕陽のペンマン わがマスコミ交遊録』騒人社, 1989.3
- 『犬を連れた奥さん 特選エッセイ集』グラフ社, 1990.5

## 共著・編著
- 書かれざる特ダネ 入江徳郎 話社, 1948
- えんぴつ戦線異状なし 週刊朝日の内幕（編）鱒書房, 1954
- 風流おかめ八目 池島信平 修道社, 1955
- 縦横おかめ八目 池島信平 修道社 1956
- 学校は出なくても 名士の歩んだ道（編）正続 有紀書房 1957
- おふくろの味 正続（編）春陽堂書店 1957
- 私をささえた一言 勇気と決断力の座右銘（編）青春出版社・新書 1966
- 父から娘に贈る言葉 愛と人生のかたみ（編）青春出版社・新書 1966
- 新・大学は出なくとも 体験的学歴無用論（編）実務教育出版, 1967
- あゝ玉杯に花うけて わが旧制高校時代（編）有紀書房, 1967
- あなたを美しくする職場の作法 戸塚文子 グラフ社 1967
- わたしの二十歳（編）旺文社新書 1968
- ビジネスマンへの手紙（編）ダイヤモンド社, 1968
- 私を築いた一言  一秒一秒は自分自身の人生のためにあるんだ（編）青春出版社 1970 (青春新書)
- 運鈍根 井上梅女聞き書き 産業能率短期大学出版部 1971 のち講談社文庫
- 自己啓発百科 本明寛共編 ダイヤモンド社 1972
- ビジネス論語 編著　産業能率短期大学出版部 1973
- 日本資本主義の反省 編著　産業能率短期大学出版部, 1974
- 在外子弟の教育 現状とその対策（編）青葉出版, 1978.5
- いつも一行の手紙  特選随筆歳時記 ティビーエス・ブリタニカ, 1982.9
- レッツ・ラブ運動の展開 新・地方の時代（編）ティビーエス・ブリタニカ, 1982.9
- きょうの、この24時間 各駅停車的人生論 草柳大蔵 経済往来社, 1983.12  のち三笠書房知的生き方文庫